# Gratteri
Gratteri (Ratteri in siciliano) è un comune italiano di 841 abitanti della città metropolitana di Palermo in Sicilia.
Fa parte del Parco delle Madonie.

## Storia
Piccolo centro delle Madonie, Gratteri sovrasta panoramicamente la costa tirrenica dall'alto della regione geografica montana posta a sud-ovest di Cefalù. Il suo territorio comunale, compreso nell'area settentrionale del parco delle Madonie, confina con quello dei comuni di Cefalù (nord e nord-ovest), Lascari (nord-ovest), Collesano (ovest e sud-ovest) e Isnello (est e sud-est).
Diverse ipotesi sono state avanzate sull'origine del toponimo: secondo Maurolico "la città di Gratteri, vicina a Cefalù, prese il nome dal monte chiamato Cratos". Cratos o Craton sarebbe dunque il toponimo attribuito ai locali rilievi montuosi. In alternativa il nome potrebbe derivare dal Crati, il torrente che scendendo da Pizzo Dipilo attraversa l'abitato.
Le prime tracce di frequentazione nel territorio risalgono probabilmente alla tarda età del bronzo o all'inizio dell'età del ferro, testimoniata dal ritrovamento di un "ripostiglio" con otto asce piatte a margini più o meno rilevati; due asce ad occhio con penna incurvata; e un grosso anello, attualmente custoditi nel Museo di Palermo. Il ritrovamento potrebbe indicare l'esistenza di un emporio per gli scambi commerciali fra gli insediamenti montani e i territori confinanti.
Filisto (IV secolo a.C.), menziona un centro di "Craterius oppidum Siciliane", che potrebbe essere identificato nel territorio di Gratteri. Per quanto riguarda il periodo compreso tra il I secolo DC e l'invasione musulmana, l'unico indizio è rappresentato dal ritrovamento di una moneta romana del II secolo in contrada Suro.
Nel 1059 giunsero con Roberto il Guiscardo i Normanni e il conte Ruggero I d'Altavilla diede un nuovo assetto economico, sociale, giuridico e amministrativo alla Sicilia, che in questo periodo era caratterizzata dalla presenza di etnie diverse, facendo ricorso agli ordini monastici. A quest'epoca risale la nascita delle abbazie di Sant'Anastasia e di San Giorgio e la costruzione delle chiese di Sant'Elia, San Nicolò e Sant'Icono. Insieme a numerosi borghi e città della Val Demone, Gratteri, fu assoggettata prima al vescovado di Troina, poi alla diocesi di Messina.
Il primo signore di Gratteri fu un certo Guglielmo, ricordato in un diploma della contessa Adelasia del 1112. Successivamente il feudo passò ai signori di Monforte fino al 1250, anno in cui le terre di Gratteri e Isnello vennero assegnate per volere di Manfredi, figlio di Federico II, alla chiesa metropolita di Palermo. Il feudo passò in epoca successiva alla famiglia Ventimiglia, che entrò in contrasto con il vescovo di Cefalù per il possesso del caricatoio di Roccella, a causa della sua importanza strategica ed economica. Confiscata da Carlo d'Angiò, Gratteri venne concessa durante la guerra dei Vespri a Guglielmo di Mosterio.
Durante il periodo aragonese Gratteri ha assistito alle guerre tra le truppe del re Pietro II – che nel 1338 la concedeva insieme a Brucato e Collesano alla regia Curia – e l'esercito siciliano, guidato dai Ventimiglia. Questi ultimi, che in questa circostanza ottennero l'appoggio degli abitanti di Gratteri, si ripresero la baronia. Dal XV secolo in poi, a partire dal regno di Alfonso d'Aragona, in un mutato panorama socio-economico e politico, inizia la baronia di Gratteri dei Ventimiglia, che caratterizzerà per secoli la vita della comunità in tutti i suoi aspetti.

## Aspetti urbanistici e insediativi

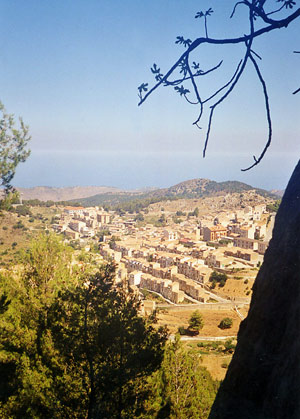
Panorama dalla Grotta Grattara

Secondo una descrizione di Benedetto Passafiume del 1645, la città era in quest'epoca suddivisa in un nucleo più antico, con un castello e circondato da mura accessibili da tre porte, che corrisponde al centro medioevale, e un nucleo più recente, che corrisponde alla successiva espansione avvenuta a partire dal XV secolo.
Il centro medioevale si articolava intorno allo scomparso castello con un tracciato viario piuttosto irregolare, in parte tuttora conservato. Dal castello, edificato sulla rocca di San Vito, era possibile controllare il territorio sottostante, fino alla costa. La cinta muraria è ugualmente scomparsa, ma è possibile ricostruirne il tracciato orientale sul margine del torrente: le tre porte corrisponderebbero ai tre ponti per mezzo dei quali si accedeva al paese (ponte vecchio o "sottano", oggi ponte Silvio, ponte di Fantina o "di mezzo" e il ponte nuovo o "soprano") costruiti in momenti diversi nel corso dell'espansione dell'abitato medievale.
La principale via di accesso al paese era rappresentato da quella proveniente dalla contea di Collesano, con l'ultima parte del percorso scavata nella roccia del pendio occidentale della rocca, e diretta verso Gibilmanna e Cefalù. L'asse urbano principale era costituito dalla "Via della Santa" (attualmente via Carlo Alberto), tra il castello e la chiesa di San Nicolò. Da questa strada si diramavano delle vie secondarie spesso gradinate, che confluiscono ancora oggi in slarghi irregolari e vicoli ciechi. Dai "riveli" (schedario parrocchiale) del XVI secolo si possono anche ricavare i nomi dei quartieri medioevali ("di la scala", "di San Vito", "di lo castello", "di la petra", "di la Santa", "di la terra vecchia", "di la bucciria vecchia", "di San Nicolò" e "di la porta 'ranni")
Nella seconda metà del XIII secolo sembra aver luogo lo sviluppo della zona presso la chiesa di San Leonardo. Furono edificate nuove chiese (San Filippo nel quartiere "di la petra", San Giuseppe nell'area del castello e Santa Eufemia, oggi nel territorio di Lascari, la chiesetta di San Biagio al confine con il territorio di Cefalù e la chiesetta rurale di San Teodoro, nell'omonima contrada).
La chiesa di San Michele Arcangelo o "maggiore ecclesia", costruita nell'area del castello verso la metà del XIV secolo, divenne il nuovo centro del paese. Nella seconda metà del XV secolo, la costruzione della chiesa di San Sebastiano diede origine a una nuova espansione dell'abitato a sud-est del castello. Nacquero i quartieri "di lu sciumi", "di Fantina", e "di San Sebastiano", collegati al nucleo medievale attraverso i tre ponti. Alla fine del secolo sono probabilmente attribuibili la piccola chiesa del Crocifisso e quella di Santa Caterina, entrambe nel quartiere della "Scala".
A partire dal XVI secolo, l'arrivo dei frati minori conventuali, con la costruzione del convento (1500) adiacente alla chiesa di Santa Maria di Gesù, portarono a una nuova espansione dell'abitato verso nord-est, in quella "parte nuova" di cui parla nella sua descrizione il Passafiume.

## Monumenti

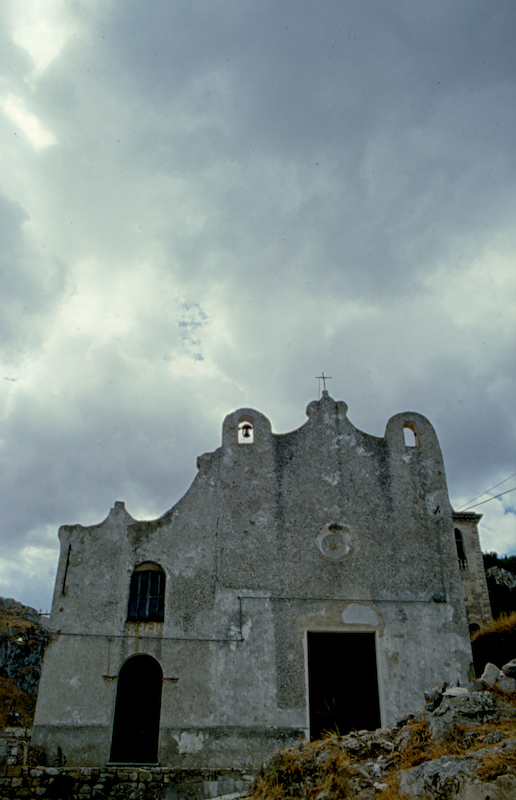
Matrice Vecchia di Gratteri

### Matrice Vecchia
Anticamente dedicata a San Michele Arcangelo, e attualmente conosciuta come "Vecchia Matrice" fu costruita dalla famiglia Ventimiglia nella prima metà del XIV secolo, a ridosso del castello. L'iscrizione su una delle campane ("Joseph De Marco Panormi Fundit...") riporta la data del 1390. Alcuni elementi (sovrapposizioni di muri, due vuoti di alleggerimento nella muratura all'esterno dell'abside e un catino all'interno di essa circa tre metri dal pavimento), provano inoltre l'esistenza di una costruzione preesistente l'attuale edificio, ristrutturata e riadattata in seguito all'espansione urbanistica del paese intorno al 1500.
La chiesa sorse probabilmente come cappella privata, comunicante col castello attraverso una porta laterale, oppure come riadattamento dell'antica chiesa di Santa Maria in Castro. Nell'edificio si conservava una reliquia con quattro spine della corona di Cristo. Le funzioni parrocchiali furono trasferite nel XIX secolo alla "Nuova Matrice". Attualmente è sede delle confraternite del Santissimo Sacramento (sotto il titolo di san Giuseppe) e del Rosario. La torre campanaria è stata rinnovata nel 1925 da Carmelo Cirincione.
L'edificio si presenta a due navate, di cui quella destra è più grande dell'altra, divise da cinque pilastri in muratura con capitelli squadrati e una base cubica più larga, sui quali poggiano quattro archi a tutto sesto. È probabile però che il progetto iniziale prevedesse tre navate. La navata maggiore è più alta dell'altra, in modo da consentire l'apertura di otto finestre al di sopra delle arcate, ed è coperta da una volta a botte con vele in stucco in corrispondenza delle finestre. La navata minore presenta un tetto a capriate. Restano le tracce di un pavimento in mattoni di cotto di forma esagonale, mentre l'attuale pavimento è in ceramica.

### Abbazia di San Giorgio
A circa 4 km, a sud-ovest di Gratteri sorgono le imponenti vestigia dell'abbazia di San Giorgio, di epoca normanna. La fondazione si deve al Duca Ruggero durante il pontificato di Innocenzo II (1130-1142), riconosciuto in Sicilia come papa legittimo solo nel 1139). La fondazione dovette dunque avvenire tra il 1140 e il 1142. Nel 1155, re Guglielmo I, detto il Malo, concede "alla venerabile e sacra mansione di San Giorgio dei Crateri" alcune terre di Petralia.
Una bolla del 1182, di papa Lucio III riconfermava alla canonica i beni e i privilegi acquisiti all'atto della sua fondazione ed elenca le chiese a quel tempo incorporate al priorato di San Giorgio (San Leonardo d'Isnello, San Nicola di Gratteri, San Cataldo di Partinico e San Pietro in Prato di Gangi. L'abbazia fu affidata ai monaci premostratensi, forse provenienti da una canonica di Saint-Josse-au-Bois, nella diocesi di Amiens in Francia. L'affidamento si inserisce nell'ambito dell'appoggio che i Normanni diedero in Sicilia al monachesimo occidentale, in opposizione a quello orientale, che si era diffuso con la dominazione bizantina.
Un diploma del 1191 con cui Tancredi d'Altavilla concede all'abbazia numerosi privilegi in memoria del padre fondatore, Duca Ruggero.
Nonostante i privilegi, l'abbazia iniziò a decadere dal 1223, diventando prima "commenda" e poi un semplice "beneficio". Intorno al 1305 la canonica fu eliminata e i frati espulsi. Viene in seguito citata una "commenda" definitivamente abbandonata nel 1645 e alla metà del XIX secolo l'abate Vito Amico nel suo "Dizionario topografico della Sicilia" cita la chiesa, ancora aperta al culto, come appartenente all'ordine dei cavalieri di Malta. L'edificio, caduto in rovina, fu poi riutilizzato dai contadini come stalla e deposito di fieno.
Attualmente restano solo poche vestigia, oggetto di studio, scavi archeologici e restauri: qualche elemento decorativo e i muri perimetrali della chiesa, a pianta basilicale e a tre navate, con tre absidi sul lato di fondo orientale, di cui solo quella centrale sporgeva all'esterno, con una decorazione a lesene simile a quella del duomo di Cefalù. Riferimenti all'architettura premonstratense normanna, sono identificabili nelle finestre ad oculi e nelle decorazioni del portale d'ingresso con motivi geometrici tipici del Calvados e del Cotentin, quali: le ghiere con cilindretti sfalsati e i capitelli scolpiti con quadrati a punta di diamante. Probabilmente possedeva un protiro. Le parti absidali sono rinforzate con le consuete paraste romaniche, molto diffuse nelle architetture della Contea, ma anche in Normandia.

### Abbazia di Sant'Anastasia
Sebbene oggi questa fondazione religiosa appartenga al territorio di Castelbuono, è doveroso accennare alle notizie storiche che la riguardano, in quanto, all'epoca della sua fondazione, faceva parte integrante del territorio di Gratteri. Infatti, A. Mogavero Fina (L'Abbazia di Sant'Anastasia, Palermo 1971) dice "che sorgeva nell'avamposto orientale della terra di Gratteri" e propriamente dietro il Monte Sant'Angelo.
Fu fondata dal vecchio conte Ruggero verso l'anno 1100 "nell'estrema propaggine dei feudi di Guglielmo de Gratterio", come altresì afferma il Brietius "Coenobium S. Anastasiae, a Rogerio Rege fundatum".
Era annessa alla famosissima Abbazia di Mileto, in Calabria, anche questa fondata da Ruggero. Notizie più o meno accertate ci dicono che i primi officianti siano stati i basiliani. Tuttavia il Carandino afferma che siano stati i benedettini e a tal proposito scrive: "… L'Abbazia di Sant'Anastasia dell'ordine di San Benedetto, la quale fu fondata dal conte Ruggero, nell'anno 1100, insieme ad altre chiese a queste annesse, che con decreto dello stesso Ruggero furono aggregate".
Fra le chiese suffraganee, ossia alla dipendenza di quest'Abbazia vi era la chiesa di Sant'Elia di Gratteri, come si rileva da una bolla pontificia di papa Eugenio III del 24 febbraio 1151 che muniva di privilegi ecclesiastici la citata chiesa, in cui si legge "S. Anastasiae de Grateris".
Era indubbiamente una prestigiosa abbazia, abbastanza nota, che ebbe una notevole fioritura di abati. Fu incorporata nel territorio di Castelbuono dopo il 1316, ai tempi di Francesco Ventimiglia, senior, conte di Geraci Siculo.
Fu abbandonata dai Benedettini nel 1851, a causa di un tremendo temporale che la rese inagibile. Ancora sono ben visibili i muri della chiesa e le vestigia di essa, fra cui il portale nella sua struttura originale.

### Chiesa di Santa Maria di Gesù
La chiesa di Santa Maria di Gesù, o "del convento", fu edificata nel XII secolo fuori del centro abitato per volere di Gilberto di Manforte. Fu forse inizialmente officiata dai benedettini, mentre a partire dal 1313 fu affidata ai francescani.
La chiesa primitiva fu successivamente ricostruita e ingrandita: se ne conservano forse alcuni resti di muri disposti perpendicolarmente rispetto all'attuale edificio e una parte del muro esterno della zona absidale che s'incastona in una delle quattro finestre della torre campanaria.
Prospetto e campanile dell'attuale edificio sono in stile normanno. L'interno è a navata unica, coperta da una volta a botte e cupola, con zona absidale rialzata per mezzo di alcuni gradini, inquadrata da pilastri sporgenti dalle pareti e illuminata da finestre rettangolari. Lungo la navata, illuminata da finestre semicircolari, delle semplici rientranze nelle pareti ospitano gli altari laterali e dei confessionali. Le tracce di un originario pavimento in terracotta sono visibili lungo le pareti laterali.
L'altare maggiore nella zona absidale è dedicato all'Immacolata Concezione e ospita in una nicchia scolpita una statua in alabastro. Sulla sinistra si trova il monumento sepolcrale in marmi policromi dei membri della famiglia baronale dei Ventimiglia appartenenti all'ordine francescano. Affreschi sono presenti sulla cupola, nel catino e sulle pareti della zona absidale. Agli altari laterali una "Passione di Cristo", opera di padre Felice da Collesano, e un "San Francesco" e un "Sant'Antonio" di Tommaso Lo Monaco (1836 . Si conserva inoltre una "Madonna degli Angeli con Santa Elisabetta" del Borremans figlio (XVII secolo) e un "Sant'Alfonso de Liguori di Salvatore Ferro (1701).
Il convento annesso alla chiesa, attuale sede del municipio ebbe il momento di massimo splendore nel XVI secolo. Gli spazi conventuali si articolavano intorno ad un cortile centrale, che subì nel tempo diversi rimaneggiamenti.

### Chiesa di Sant'Andrea

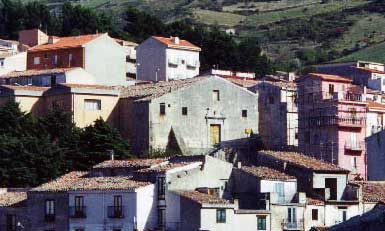
La chiesa di Sant'Andrea

La chiesa di Sant'Andrea fu fondata intorno al 1400 ed aveva sede nell'ex Collegio di Maria che accoglieva le suore di clausura carmelitane. Ancora oggi, all'interno della Chiesa sono presenti le grate ricurve attraverso le quali, le suore, assistevano alle sacre funzioni.
La facciata principale della chiesa è caratterizzata dal portale in pietra viva su cui è scolpito un pesce, proprio perché Sant'Andrea è il patrono dei pescatori e dal campanile sulla sinistra dove sono custodite due campane.
La Chiesa, di medie dimensioni è a tre navate divise da colonne corinzie sulle quali estremità sono raffigurati i dodici Apostoli. Il tetto è a capriate lignee.
La cappella centrale è finemente decorata con colori caldi. L'altare e l'ambone, di recente edificazione, sono in pietra e il pavimento è in marmo. Nell'altare maggiore risiede il simulacro ligneo di Sant'Andrea ricoperto in oro zecchino, recante la firma di Francesco Reyna e commissionato da padre Bartolomeo Bellomo nel 1690.
Nella navata sinistra si conserva una tela raffigurante gli apostoli San Giacomo Maggiore, patrono di Gratteri, San Filippo e Sant'Andrea, opera del pittore Geronimo Lombardo; in un'altra cappella l'Ecce Homo, che reca la data del 1682, erroneamente attribuito a frate Umile da Petralia . L'attribuzione è ovviamente errata stante che nel 1682 il Frate era scomparso da almeno quaranta anni se la sua morte - come sostengono molti - era avvenuta nel 1639, o da più di mezzo secolo se ha ragione il Passafiume, il quale nel "De origine ecclesiae cephaleditanae" (p. 51) colloca la data della sua scomparsa nel 1630. In fondo alla navata il tabernacolo del Santissimo Sacramento ed un maestoso Crocifisso di autore anonimo. 
Nella navata destra si trova una grande tela attribuita allo Zoppo di Ganci, raffigurante l'Annunciazione.
In fondo alla navata, l'altare della Madonna del Carmelo con San Simone Stock.
Nella chiesa ha sede la confraternita della Madonna del Carmelo.

### Chiesa di San Giacomo
La chiesa, costruita nel 1686, come riporta la data incisa sul gradino dell'altare, ha facciata decorata da lesene poco aggettanti, preceduta da una gradinata in pietra. Vi si aprono due porte, una centrale più grande e una verso destra più piccola.
L'interno è a tre navate divise da pilastri in muratura, su cui poggiano archi a tutto sesto. Le navate si concludono con tre cappelle, di cui quella centrale, dedicata a San Giacomo, patrono della città, è sormontata da una piccola cupola. La navata centrale è illuminata da sei finestre poste sopra le navate laterali, mentre altre quattro si aprono nella cupola di copertura della cappella di fondo centrale e un'ultima sulla controfacciata, in corrispondenza della navata destra.

### Chiesa di Sant'Elia
Fu fondata dal conte Ruggero verso il 1090. Ai tempi di Ruggero II, con l'erezione della diocesi di Cefalù, questa chiesa fu posta sotto la giurisdizione della diocesi di Patti; infatti in un documento datato 1131, si legge: "S. Elia de Gratteri".
Da una bolla di papa Nicolò IV del 1134, fra l'altro si legge "… che la chiesa di S. Elia in territorio di Gratteri, con le sue terre, casali e villani, acque, pascoli, mulini ed ogni sua pertinenza presti obbedienza al magnifico re Ruggero".
La chiesa era suffraganea dell'abbazia di Sant'Anastasia, come risulta da altra bolla pontificia di papa Eugenio III del 24 febbraio 1151, con la quale concedeva a quel Priore i diritti e i privilegi ecclesiastici della citata chiesa.
Nel 1171 papa Alessandro III la pose sotto la giurisdizione e governo della diocesi di Cefalù.
Nel 1194, Gilberto di Monforte rinnovò la concessione di Eugenio III al vescovo Giovanni di Cefalù.
Sorgeva nella località attualmente chiamata "Cozzo di Santu Leo", rimpetto a Moà e propriamente fra la contrada Ciacalone e Carnaio.
Era dedicata a Sant'Elia. È bene chiarire però che non si trattava del profeta Elia, bensì di Elia, giovane ennese, vissuto tra l'829 e il 903, il quale, catturato dai Saraceni, fu condotto in catene in Africa. Liberato, raggiunse, attraverso la Palestina e la Siria, Palermo, verso l'anno 880, per rivedere la madre.
Morì a Tessalonica nel 903 e in seguito fu venerato come santo. Dell'antica costruzione rimangono i ruderi. Di certo doveva sorgere qualche comunità attorno alla chiesa, nonché il relativo cimitero, in quanto, pochi anni or sono, il proprietario del terreno ha rinvenuto delle vestigia di tombe, le quali non si conosce la causa, si presentavano appaiate, cioè a coppia, con un solo muro che le divideva.

### Il castello
Costruito in epoca normanna, appartenne ad un certo Guglielmo e passò quindi in successione ai signori di Monforte, a Guglielmo di Taburia, signore di Partinico, dal 1258 ai Ventimiglia e ancora in seguito ai principi di Pandolfina e alla casa di Alcontres.
Tra la metà del XVIII e gli inizi del XIX secolo i ruderi del castello furono totalmente demoliti e il materiale reimpiegato per costruire la chiesa della "Matrice Nuova".
Al castello si doveva accedere attraverso tre grandi porte, una delle quali si doveva trovare ad est (nei pressi del vecchio macello), ricordata dal nome della via di "Porta Grande". L'unico ingresso ancora visibile è quello sudorientale, che permetteva di accedere a una galleria costituita da una serie di archi a sesto acuto, tuttora esistente sotto la chiesa della "Matrice Vecchia", da cui si arrivava dentro le mura del castello. La galleria presenta una serie di archi acuti, mentre a una certa altezza si possono ancora notare alcuni assi in legno, che probabilmente servivano per il ponte levatoio. Dalle arcate della galleria deriva forse il toponimo di "Arcadia" attribuito a questa zona del paese.
La via principale di accesso doveva trovarsi sul lato sudoccidentale, e arrivava al castello in corrispondenza dell'attuale "piazza Scala", nella quale sono forse presenti resti di altre costruzioni.
Sul lato orientale alcuni resti forse di un muro di cinta pertinente al castello sono stati visti all'interno di un edificio privato. Sul lato occidentale altri resti murari sembrano inglobare nel loro perimetro la chiesa della "Matrice Vecchia".

### La grotta Grattara
Situata a circa 300 m dall'abitato di Gratteri, proprio alle estreme falde del Pizzo di Pilo, ad oltre 1000 metri d'altitudine, da dove s'abbraccia un paesaggio panoramicamente indescrivibile, sorge la grotta, denominata "Grattara", il cui toponimo ha probabilmente contribuito a dare il nome al paese.
Il Passafiume a tal proposito scrive "... che c'è un cratere di pietra, posto al centro della grotta foggiata con splendida arte naturale; questo masso ha nella parte interna una conca di sedici piedi di altezza e dieci di larghezza, la cui sommità è vuota come un cratere formato dallo stillicidio perenne delle acque".
L'accesso alla fonte è costituito da una piccola gradinata naturale costruita dai piedi dell'uomo nel corso dei millenni.
Nelle anfrattuosità dei suoi cornicioni esterni, peraltro inaccessibili, in cui crescono spontanei l'elce e il pistacchio selvatico, nidificano a migliaia le rondini, che con il loro garrulo verso, rendono maggiormente deliziosa la sosta di colui che visita l'antro in primavera.
Nei mesi invernali, le pecorelle che pascolano in quei dintorni, vi trovano spesso rifugio, specialmente quando tira la tramontana, mentre d'estate offre da bere agli stormi di colombi che in quelle rupi v'annidano.
Vi s'accede dal pianoro di San Nicola per un sentiero sinuoso, ma abbastanza praticabile che si snoda a serpentina in mezzo ad una lussureggiante pineta, fino al piccolo massiccio denominato 
"lazzu di vuoi" (giaciglio dei buoi) e di lì per un piccolo tratto pianeggiante s'arriva alla grotta.
La grotta Grattara è parte integrante della storia e del folklore, perché essa nella leggenda è la sede della Befana ("a vecchia strina"), protagonista di un'antichissima fiaba, la quale racconta che la Befana aveva il suo ricettacolo proprio in questa grotta e che nell'ultima notte dell'anno, evanescente ed invisibile, scendeva dai comignoli nelle case dei gratteresi a riempirsi le calze di doni.

## Tradizioni e folclore

### Confraternite
La Confraternita è un'associazione religiosa di laici, regolarmente riconosciuta come tale dall'autorità diocesana, avente per scopo determinato opere di pietà o pratiche religiose per l'incremento del culto. Le prime risalgono intorno al 1250, ai tempi del misticismo religioso e della diffusione degli ordini monastici, ma ebbero il riconoscimento ufficiale dalla curia romana intorno al 1550, dopo il Concilio di Trento. Originariamente si chiamarono Compagnie ed erano poste sotto il patrocinio della Vergine o dei Santi. Nelle funzioni religiose a cui queste confraternite intervenivano, i confrati indossavano un tipico costume risalente al Medioevo, costituito da un sacco di tela a mo' di tonaca ("cappa"), che scendeva fino ai piedi, sostenuto ai fianchi da un cordiglio ("curduni"); sulle spalle scendeva una mantelletta ("rucchettu") che variava di colore a seconda della confraternita; sul capo veniva indossata una visiera provvista di due buchi per gli occhi che in determinate occasioni veniva abbassata dinanzi al viso come una maschera. Questa maschera veniva usata anticamente, affinché i confrati non fossero riconosciuti quando questi assistevano i condannati a morte. Verso il 1800, le Compagnie vennero soppresse dall'amministrazione borbonica e furono mutate in Confraternite, le quali dipendevano dalla Direzione generale di Polizia e da quella degli Ospizi, mentre il sacerdote cappellano era di nomina reale.
A Gratteri esistono quattro Confraternite, espressione di una cultura religiosa che affonda le sue radici nella notte dei tempi e che rivela un misticismo profondo ed un amore per le forme sfarzose di chiara impronta spagnolesca. Nella processione, a parte il numero dei confrati partecipanti, la formazione di sfilata è pressoché uguale. Il primo a procedere per ogni confraternita è il confrate che suona un grosso tamburo ("tammurinaru"); subito dopo viene lo stendardiere ("stinnardaru") che reca lo stendardo o gonfalone della propria Confraternita, indi seguono disposti per due i confrati recanti i ceri accesi ("tuorci"), poi i "misteri", ossia quattro grossi ceri, issati su bastoni, artisticamente adornati (recati da altrettanti confrati, "turcinara"), in mezzo a loro prende posto colui che porta il Crocifisso ("cruciffissaru"). Vengono subito dopo i "racintini", sorta d'immaginette d'argento, poste su bastoni, che vengono portati dai confrati anziani ed in ultima, disposta su tre file, viene l'amministrazione composta dal Superiore ("supraiuri") e dai due consiglieri primi eletti ("cognunti"). Questa disposizione di sfilata è curata dal confrate mazziere ("massaru"), il quale ha cura di collocare i più giovani per primi.
Chi desidera far parte di una Confraternita, dopo essere stato accettato dall'assemblea dei confrati a maggioranza assoluta, deve obbligatoriamente fare due anni di "noviziato" prima d'avvenire la "professione" a confrate vero e proprio.
Ciascuna confraternita possiede una sepoltura gentilizia nel cimitero comunale, della quale possono usufruire, oltre al confrate, anche la moglie e i figli maschi, celibi fino al diciottesimo compleanno, mentre per le donne (purché nubili) non vi è alcun limite d'età.
Gli aderenti defunti hanno diritto all'assistenza e alla scorta dal domicilio in chiesa, da parte dei confrati, i quali, in numero di otto, espletano tale servizio ("turnu") presenziando alla funzione religiosa, accompagnando il feretro sino al cimitero e provvedendo alla definitiva tumulazione. Alla famiglia del confrate viene elargito inoltre un congruo contributo, provvedendo anche a far celebrare determinate Messe in suffragio.

#### SS. Sacramento (sotto il titolo di San Giuseppe)
Il documento più antico relativo a questa confraternita è un lascito datato al 1586, con il quale “Agata La Vecchia, da Gratteri, lascia, per aver detto cinque Messe in perpetuo, dieci piante di ulivi, siti nel feudo di Malagirati, contrada della Petrusi alla predetta Confraternita. Originariamente era composta di soli “nobili, civili e galantuomini”, appartenenti solo al ceto borghese, ma dal 1800 l'ingresso fu esteso a tutti. Era retta da un Governatore che nel 1832 assunse l'appellativo di "Superiore".
Era un ente morale e come tale obbligato a dare i rendiconti al Regio intendente di Filanza.
La missione religiosa di questa confraternita consisteva prevalentemente nella devozione al Santissimo Sacramento, all'assistenza ai moribondi, alla presenza continua dei confrati il giovedì santo dinanzi al sepolcro di Cristo; inoltre la domenica di Pasqua gli aderenti intervenivano, vestiti con l'antico costume, per aiutare il sacerdote cappellano a portare l'Eucaristia a tutti gli ammalati del paese, impossibilitati ad andare in chiesa. Tale pia funzione veniva chiamata "u pricettu d'i malati".
Essendo stata abolita l'antica confraternita, eccetto che per la sera del venerdì santo, attualmente nelle processioni i confrati indossano l'abitino color rosso, recante nel lato posteriore le lettere P.S.G., "Patriarca San Giuseppe".
La sede della confraternita è nella Matrice Vecchia.

#### Maria SS. Del Rosario
Originariamente chiamata "Compagnia della buona Morte", solo verso il 1612 assunse l'attuale denominazione. Come per quella precedente, questa data è stata trovata a proposito di un censo pagato da certo "Nicasio Di Martino per terra della Confraternita di Maria SS. Del Rosario, sita in contrada Galefina".
Fra le opere di pietà destinata a svolgere, spiccavano la devozione del Rosario, l'assistenza ai condannati a morte, la cura delle famiglie dei carcerati e la sepoltura degli indigenti. 
Era anche questa ente morale ed era retta da un Governatore. L'abitino in uso è di color nero, con la scritta nella parte posteriore: M.SS.R., "Maria SS. del Rosario". 
Come quella del SS. Sacramento, anche questa ha sede nella Matrice Vecchia.

#### Maria SS. del Carmelo
È stata fondata il 16 luglio 1876 dal sacerdote Francesco Di Maria, da Gratteri, nella chiesa di Sant'Andrea, dove attualmente risiede, e ciò per assecondare il pio desiderio degli allora numerosi maestri di mestiere ("mastri" o "real mastranza") d'onorare la loro Patrona che è appunto la Madonna del Carmine.
Prerogativa di questa Confraternita è la devozione e il culto dello scapolare della Madonna, risalente ad un'antica tradizione religiosa, secondo le rivelazioni che la Madonna stessa ebbe a fare a Simone Stock, nel 1550, essendo allora questi Ministro Generale dell'Ordine dei Carmelitani.
L'abitino che indossano i confrati nelle processioni è di color bordò, quasi simile al saio dei Carmelitani. Nella parte posteriore porta una M, "Maria", ricamata in oro, mentre sul davanti vi spicca un'immagine della Madonna con S. Simone.

#### San Giacomo
Fondata verso il 1892 da un certo Di Francesca per mantenere vivo il culto e la devozione verso il Patrono San Giacomo, questa confraternita aveva sede nell'omonima chiesa, ma per motivi d'inagibilità, si è trasferita nella chiesa parrocchiale di San Sebastiano. Oggi con la riapertura della Chiesa Dedicata al Santo Patrono, la confraternita è ritornata nella dimora originaria.
L'abitino in uso è di color vermiglio, che raffigura il sangue del Santo cui è dedicata. Infatti, San Giacomo Maggiore fu appunto il primo degli apostoli a subire il martirio della decapitazione.

#### Sante Spine della Corona di Cristo
La quinta esclusivamente femminile, è nata nell'Anno Santo del 2000. L'abitino a girocollo indossato dalle consorelle è di colore bordeaux, recante un medaglione argenteo raffigurante l'ostensorio delle Sante Spine.
La sede principale della confraternita è la Chiesa Madre.

### "A Sulità"
Questa tradizionale processione che si svolge annualmente la sera del venerdì Santo, a due ore di notte, merita d'essere descritta sia per la sua peculiarità religiosa, sia per il suo alto interesse folcloristico.
Per quanto concerne il perché di questa denominazione, nel 1612, gli Spagnoli, allora dominanti la Sicilia, introdussero l'usanza di fare, la sera del venerdì Santo, la processione come si svolgeva a Siviglia e che loro chiamavano appunto "Soledad" dal tipico procedere dei confrati salmodianti, in fila indiana, anziché penitenziale e con in mano un flambeau o una lanterna. Da Soledad a "Sulità" il passo è breve.

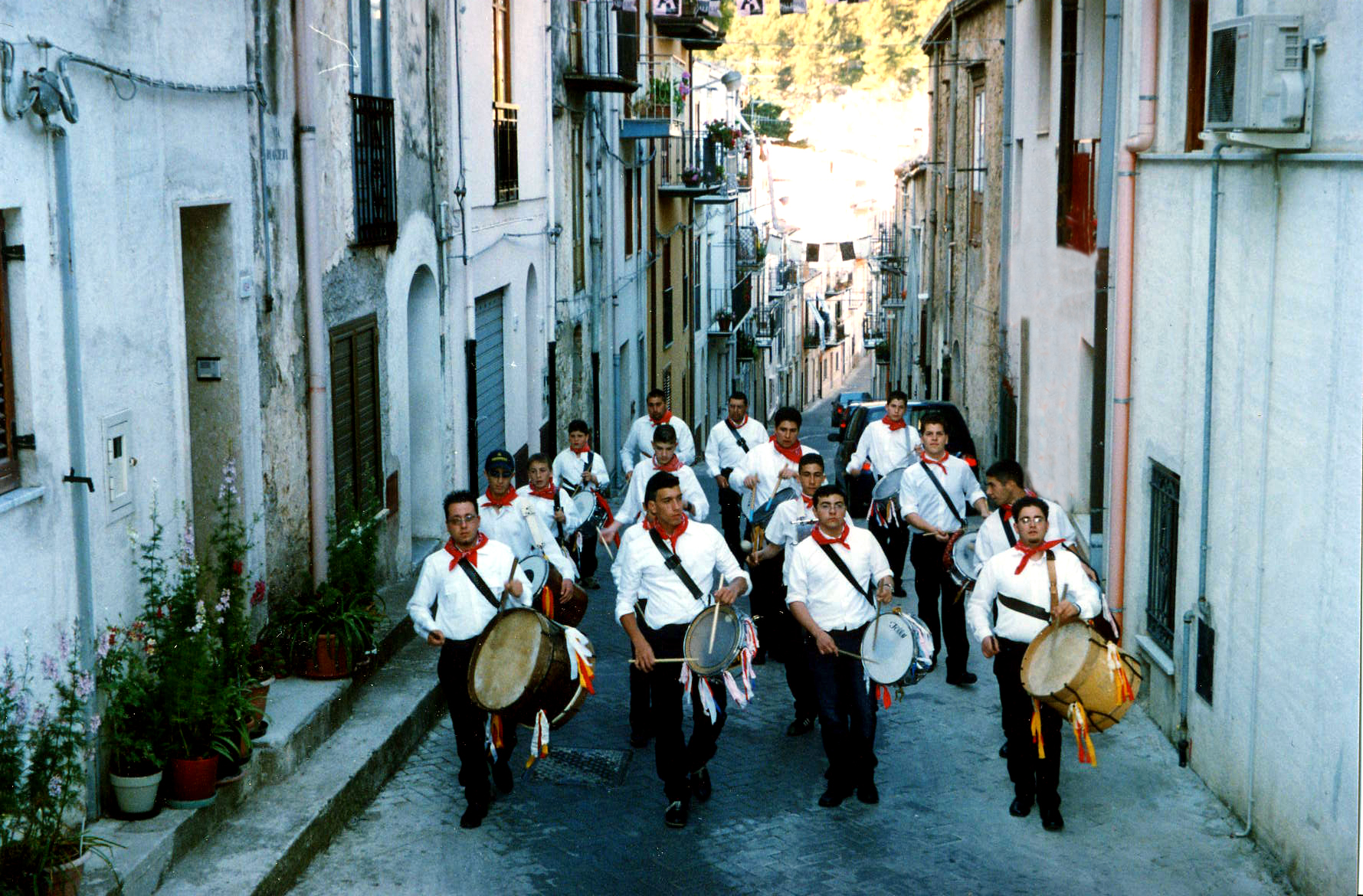
La banda musicale del paese in via Ruggieri

Ma oltre a ciò vi sono altri particolari: la processione, al contrario delle altre uscenti dalla Chiesa Madre, esce dalla Matrice Vecchia, ossia dall'antica sede. E perciò in questa chiesa si concentrano tutte e quattro le Confraternite, ognuna delle quali porta in processione il suo "mistero", ossia l'immagine decorativa, inerente alla Passione.
La prima a muoversi è la Confraternita del Carmelo con il camice bordò e cordiglio bianco, recando l'immagine del Cristo crocifisso. A San Sebastiano, questa s'accorda a quella di San Giacomo con camice e cordiglio bianco e fascia cremisi avente per "mistero" l'Ecce Homo seguita dal popolo che salmodia inni e canti della Passione di Cristo, mentre i poderosi tamburi suonano a morto. Entrambe si portano alla Matrice Vecchia, dove attendono le altre due Confraternite, quivi, dopo aver fatto il giro della chiesa, ha inizio ufficialmente la citata "Sulità".
Le due confraternite succitate sfilano per prime nel medesimo ordine in cui erano venute: a queste s'accorda quella del Santissimo Sacramento, con camice bianco, la quale reca, portata a spalla dai confrati vestiti nel caratteristico costume medievale, un'artistica urna col Cristo morto.
Dietro l'urna si collocano il clero, il sindaco con il consiglio comunale e la banda; subito dopo segue la Confraternita del Rosario, pure in camice bianco, recando l'immagine della Madonna Addolorata, totalmente rivestita di panni neri.
Seguita da una fiumana di popolo, la processione, dopo aver attraversato le vie principali del paese, nel silenzio più assoluto, interrotto solamente dal cupo rullio dei tamburi, si porta alla Chiesa Madre e, dopo che i "misteri" sono stati collocati nel posto prestabilito, ha luogo la predica d'occasione, chiamata appunto "a predica du venniri' e santu".
Alla fine di questa, avviene la benedizione solenne con la reliquia del Sacro Legno della Croce, mentre s'ode il rumore dei crepitacoli ("truocchili").
Di qui le Confraternite, con i loro "misteri", si dipartono ognuna alla volta della propria sede, percorrendo ancora tutte insieme quel tratto di Corso Umberto fino alla chiesa di San Sebastiano, dove le prime due s'inginocchiano per salutare il Cristo morto e l'Addolorata.
A tale processione partecipano quasi tutti gli abitanti del luogo, e un notevole afflusso si registra anche di forestieri che vengono annualmente ad assistere questa commovente cerimonia, che si allinea a molte altre dello stesso tipo come i "Misteri" di Trapani e le "Vare" di Caltanissetta.

### Il Santo Patrono

#### Il suo culto in Gratteri

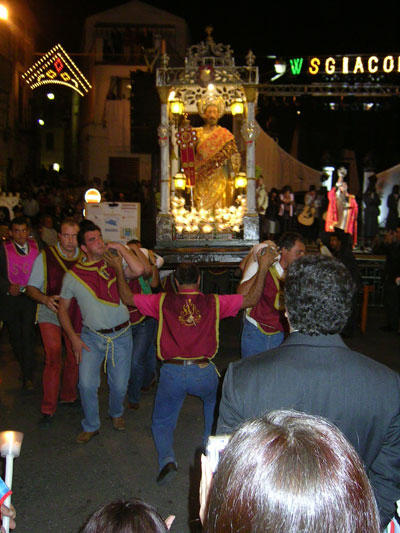
La vara di San Giacomo in processione per il paese.

Non è stato trovato al momento alcun documento certo per poter stabilire la probabile data dell'elezione di San Giacomo a Patrono di Gratteri. Tuttavia Giuseppe Pitrè attesta che sin dai tempi della dominazione araba in Sicilia esisteva a Gratteri il culto verso l'Apostolo Giacomo. Dice la tradizione che questo Santo intervenne visibilmente durante il combattimento per la liberazione del paese in favore di Ruggero I d'Altavilla contro gli odiati Saraceni. Infatti, nella "Coroncina e le lodi in onore di San Giacomo", lo si esalata perché "ai prieghi del gran Ruggero normanno, nel giorno della sua festività, visibilmente combattendo a favor suo, scacciò i Saraceni e liberò questo afflitto Comune dal loro giogo". Ed aggiunge: "…Per pietà di noi / facesti dei re Mori orrendo scempio / e per Tua magion scegliesti queste mura e questo tempio".

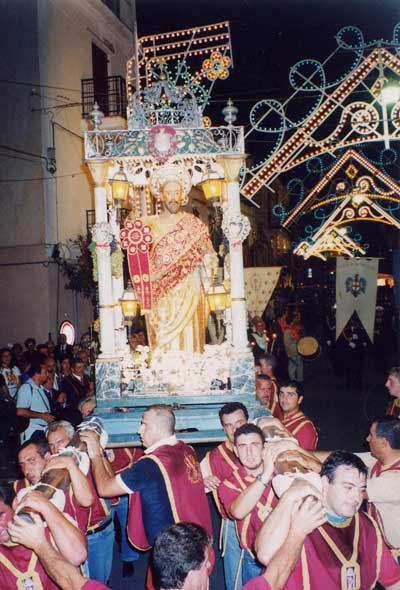
La processione della vara di San Giacomo a Gratteri

Alla tradizione viene di conforto la storia, poiché tutti gli storici che s'occuparono di Gratteri asseriscono che San Giacomo ne è il patrono e che verso il 1150, il citato Ruggero, assieme ad altre insigni reliquie, volle far dono agli allora Signori di Gratteri di un osso del costato del Santo, il quale è tutt'oggi conservato in un'argentea teca e solennemente venerato.
Sino al 1860 la festa si celebrava con grande sfarzo e solennità il 25 luglio ed era preceduta da un pubblico mercato di otto giorni. Da quella data, per volontà popolare, la festa fu trasferita l'8 e il 9 settembre d'ogni anno. Bisogna dire che i gratteresi, anche quelli lontani, fanno in modo d'essere presenti a tale solennità e chi non può manda annualmente il suo obolo.
Il simulacro è una statua in grandezza naturale in legno pregiato, rivestito d'oro zecchino e collocato sotto una cupoletta sorretta da colonnine di ferro.
Il santo è rappresentato con il libro sotto il braccio, simbolo del vangelo e con il bordone di pellegrino nella mano destra, ornato nella stole rossa, simbolo del suo sacerdozio e del suo martirio.
Collocato sul percolo ("a vara") è abbastanza pesante, per cui occorrono dagli otto ai dodici giovani dalle robuste spalle per trasportarlo. Eppure lo si porta in processione per tutte le vie e viuzze del paese durante la raccolta delle offerte ("questula").
A proposito di questa, il Pitrè così s'esprime: "…il simulacro viene portato a spalla da sedici uomini tra i più poderosi della contrada, ed accompagnato dagli immancabili tamburi, suoni musicali, scampanii e spari di mortaretti. Di casa in casa, di porta in porta, viene fermato dinanzi tutte le famiglie, nessuna esclusa, attendendo l'elemosina, la quale consiste in denaro, grano, orzo, fave, olio, vino e uova, secondo la facoltà dei devoti[…]. V'è chi non può non v'è chi non vuole; ma il Santo si pianta lì, innanzi l'uscio, e non c'è verso che si muova finché la elemosina non venga. E viene: e gli evviva lo acclamano e la banda con un pezzo clamoroso lo esalta[…]. Il paese è percorso a palmo a palmo, fin nelle vie più ripide, negli anditi più tortuosi: né si teme il pericolo di andar a precipizio e rimanere schiacciati sotto il fercolo […]. Quando non c'è più nessuna casa da visitare, si esce per la campagna dai giardinieri, dagli ortolani, i quali, fedeli a un'antica consuetudine, han caro che il Santo venga con la sua figura a benedire il loro giardino, il loro orto e se si fa osservare che esso rimane danneggiato dalla folla che invade la terra, rispondono che quanto resta distrutto per la venuta del Santo spunterà presto più rigoglioso di prima… Quante volte si passa, sia in questua, sia in processione, dal convento di San Francesco, che il popolino ritiene cugino carnale di San Giacomo".
La festa termina con la solenne processione la sera del giorno 9, a due ore di notte, alla quale partecipano le Confraternite, il Clero, le Autorità cittadine ed una folla strabocchevole di paesani.
Al termine della processione, nella piazza antistante la Chiesa Madre, su un altare preparato per l'occasione, dopo una solenne predica, avviene la benedizione con la reliquia del Santo, mentre i portatori s'inginocchiano reggendo il pesante fercolo sulle spalle. Nel silenzio più assoluto s'ode una voce, un grido, il grido di fede dei gratteresi: "E chiamamulu cu vera fidi!". E risponde tutto il popolo: "Viva lu gran protettori S. Gniavicu!". Dopo la benedizione il Santo viene collocato nell'altare maggiore della Chiesa Madre.

### Le Sante Spine della Corona di Cristo
Gratteri detiene indubbiamente un tesoro d'inestimabile valore religioso: quattro Spine della corona di Cristo. Esse sono custodite in un prezioso reliquario d'argento, finemente cesellato e sigillato.
È notizia abbastanza certa che esse, sin dal secolo XIII, hanno avuto a Gratteri culto e particolare devozione. Di quest'inestimabile tesoro ne parlano diversi storici d'indubbia fama e serietà.
Esse furono personalmente portate da Gerusalemme dal conte Ruggero I d'Altavilla, il quale, insieme al padre Tancredi, aveva preso parte alla prima crociata.
Il Pirri, il Fazello, l'Auria, il Passafiume, il Carandino e il patrizio cefaludese Alessandro Bianca, concordano tutti sul fatto che fin dai tempi dei Normanni si venerano a Gratteri queste sacre Spine, ma vi è qualche dissenso circa il numero di esse, generando in tal modo qualche confusione.

Tuttavia B. Carandino, sacerdote e storico modenese, vissuto a Cefalù intorno al 1570, testualmente afferma "che le cinque sacrate Spine della corona di Gesù Cristo dal re Ruggero nell'anno 1097 furono personalmente portate da Gerusalemme e donate alla sua Chiesa prediletta (Cefalù); e che tre di esse furono poi rapite e sottratte, queste furono poi trasportate nella terra di Gratteri come al dì d'oggi esistono e si venerano in quella maggiore chiesa". 

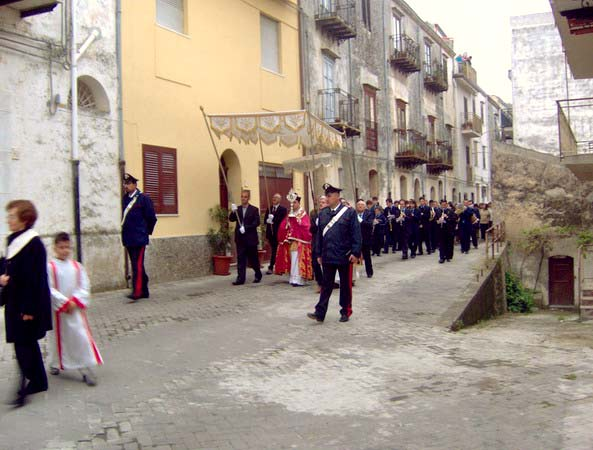
Processione delle sante Spine

Della confusione di cui prima è responsabile il Pirri, secondo il quale le Spine a Cefalù non erano cinque, ma tre di cui una solamente fu sottratta "…extorquere vellent, uti antea una ex tribus sacris Spines Jesum…".
Il Carandino invece chiarisce l'equivoco in cui è incorso il Pirri: "…delle quattro Spine che si conservano a Gratteri, una, che poi non è intera, fu personalmente regalata a don Pietro Ventimiglia, barone di Gratteri nell'anno 1580, dal vescovo di Cefalù, Francesco Gonzaga, dei nobili di Mantova". Le Spine sono effettivamente tre e mezzo.
Nel 1648, il barone don Lorenzo Ventimiglia e la consorte Maria Filangeri fecero erigere a loro spese, in onore delle Sante Spine, un sontuoso altare in marmo e una robusta custodia in ferro che fu collocata nella loro cappella privata, della Matrice Vecchia, all'interno del perimetro del castello. Ai lati della custodia erano sistemati due angeli (sfortunatamente non pervenutici), uno orante in ginocchio e l'altro recante il blasone di Gratteri, raffigurante una colomba che beve in una fonte, con intorno la scritta: "Tuere Nobile Gratterium".
Sia l'altare che la custodia si trovano attualmente nell'apposita cappella delle SS. Spine nella Chiesa Madre.
Sin dai tempi più antichi se ne celebra la festa la prima domenica di maggio, con grande solennità me devozione. Si dice che la scelta di tale data sia stata suggerita dal rinvenimento della reliquia che dei forestieri avevano rubato proprio la notte innanzi.
Nel 1835, i decurioni di Gratteri, con una loro precisa disposizione, assegnavano in perpetuo che il Comune di Gratteri, in occasione di quella festa, dovesse quattro onze all'anno.
Fino al secolo scorso le chiavi della custodia, non si sa in virtù di che cosa, venivano conservate presso la Cattedrale di Palermo ed ogni qualvolta bisognavano, un messo, munito di regolare permesso, doveva recarsi a piedi a prelevarle. In occasione di calamità naturali, quali il vento di scirocco e la siccità, era devozione del popolo gratterese – e ciò fino a pochi anni fa – d'esporre le Sante Spine per propiziare il Signore onde facesse cessare tali flagelli.
Non vi è dubbio che ancor oggi il culto verso questa reliquia viene mantenuto in somma considerazione, dato che è la seconda festività per ordine d'importanza dopo quella del Patrono. È tradizione, infatti, che i gratteresi, ovunque sparsi per il mondo, ogni fanno a gara nell'inviare il loro obolo affinché si festeggi con la dovuta convenienza, questa festività, alla quale sovente non possono assistere.
La somma devozione verso le Spine è testimoniata da un libello, ritrovato da Isidoro Scelsi, intitolato "Coroncina e lodi in onore delle S.S. Spine", compilato nel 1916 da Mons. Gioacchino de Maria e P. Filippo Lapi, mentre entrambi si trovavano a Palermo, richiamati alle armi.

#### Il miracolo del vento
Legata alle reliquie delle SS. Spine, è la leggenda del cosiddetto "miracolo del vento", tramandata ai gratteresi per circa cinque secoli, anche se i riferimenti causali in essa riscontrati danno l'impressione che ci troviamo di fronte ad un fatto realmente accaduto.
Si racconta che verso il 1400, un sabato notte, due ignoti forestieri (probabilmente di Collesano) si siano introdotti furtivamente nella Matrice Vecchia ed abbiano sottratto la teca contenente le SS. Spine. Commesso il furto sacrilego e dopo aver superato le balze dietro la chiesa, nel "Cozzo della Scala", da dove stavano per imboccare la strada che conduce a Collesano, un impetuoso vento di scirocco li costrinse a buttarsi per terra ond'evitare d'essere sbattuti contro gli orridi precipizi adiacenti.
E così, avvinghiati l'uno all'altro, passarono la notte, costretti alla totale immobilità a causa del vento. In questa posizione furono trovati la mattina seguente di buon'ora dai contadini che si recavano in campagna. I due malcapitati si meravigliarono come mai quei paesani non sentissero il vento che infuriava, mentre essi ne sentivano tutta la sua orrenda forza. Avvicinandosi per sollevarli da terra, i contadini notarono che sotto la giacca di uno dei forestieri c'era un ingombro. Riconosciuta la preziosa teca, gliela tolsero per riportarla in chiesa. Come per incanto il vento cessò immediatamente agevolando i due ladri a svignarsela verso il loro paese. Era la prima domenica di maggio.
Considerato che i documenti consultati dagli studiosi riportano la notizia che la festa delle SS. Spine, da tempo immemorabile, si celebra la prima domenica di maggio, c'è da pensare che il furto sia realmente accaduto e che per ricordare l'intervento provvidenziale del vento, la popolazione gratterese abbia deciso di fissarne i festeggiamenti in quella data. Altro riferimento è che a partire dal 1837 fino a pochi anni addietro ogni qualvolta imperversava il vento di scirocco, la popolazione gratterese si recava in chiesa per chiedere che venissero esposte le SS. Spine al fine d'implorare la cessazione di questo flagello.

#### Il giorno della festa
La festa delle Sante Spine, come da consueta tradizione, ogni anno si celebra la prima domenica di maggio.

### "A Vecchia"

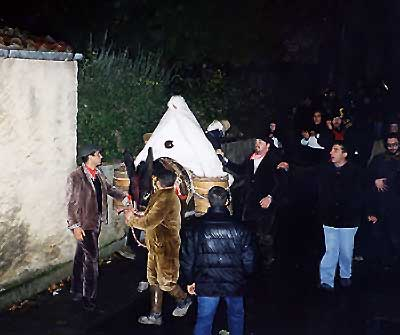
La Vecchia

Con quest'appellativo si suole indicare la Befana, ossia quella vecchietta benefica e premurosa che allieta i bambini con i suoi doni, in occasione delle feste natalizie, la cui abitazione, secondo i gratteresi, è la grotta Grattara.
La sua leggenda è ancor viva tra i suoi abitanti, tanto è vero che si racconta che questa "vecchia" dal viso nero e fuligginoso, avvolta in un bianco lenzuolo, dal corpo di fantasma, con in mano fuso e canocchia, a dorso d'un asino, la notte del 31 dicembre d'ogni anno, si calava dai comignoli delle case, senz'esser vista, e scendeva a riempire le calze di doni ai bambini che a quell'ora erano immersi profondamente nel sonno.
Si attendeva un anno impazienti la venuta di questa simpatica vecchietta che tuttavia incuteva terrore ai piccoli, poiché gli adulti ammonivano che ai non meritevoli essa portava cenere e carbone.
L'avvicinarsi di questa festività, le cui origini sono sicuramente pagane, era annunziata alla cittadinanza dal suono di corni e campane che sin dai primi di dicembre rompevano l'aria appena dopo il tramonto fino a notte inoltrata.
Erano corni d'ariete e di capra, magistralmente adattati per la bisogna che, emettendo un suono gutturale e cavernoso, davano il segnale dell'imminente arrivo della "vecchia".
Poi la sera di San Silvestro avveniva la conclusione: gruppi di giovani ed anziani, muniti di corni, campanacci, fisarmoniche ed altri strumenti musicali, conducevano l'attesa "vecchia" a dorso di uno smartello, per il paese, bussando ad ogni uscio per chiedere "scacciu e turtigliuna" (frutta secca e buccellato), apportando ovunque una notte di gioia ed allegria; mentre i bambini ad goni porta gridavano "A vecchia! A vecchia!".
Ma col sopraggiungere del consumismo questa tradizione, insieme a tante altre, ha finito col perdere tutto il suo significato, anche se ancora i giovani gratteresi continuano a far rivivere quest'antichissima usanza, espressione viva e profonda della tradizione popolare gratterese.
Alla mezzanotte dell'ultimo giorno dell'anno, partendo dalla grotta Grattara, il corteo formato dagli accompagnatori vestiti con antichi costumi, s'incammina attraverso la fitta pineta, che per l'occasione si veste di luci multicolori quasi ad illuminare un'antica processione notturna. Con loro scende la "vecchia", che, a dorso dell'asinello ed accompagnata dai soliti corni e campanacci e dalla banda paesana, che intona canzoni popolari siciliane, gira tutto l'abitato portando a tutti i bimbi un dono ed infondendo nella cittadinanza una nota di festa.
La manifestazione si conclude nella piazza principale con un processo-satira all'anno che muore e con voti augurali a quello subentrante, il turno con lazzi talvolta polemici per ciò che si è realizzato e per ciò che ancora non è stato fatto.

### Le luminarie
Il 18 marzo, sera che precedere la festività di San Giuseppe si usa ancora, a Gratteri, come in altre località della Sicilia, in occasione della processione che si svolge la sera della vigilia, accendere fuochi e fiaccole: "i vampi".
La Processione con la statua della Sacra Famiglia avviene la sera e parte dalla Chiesa della Matrice Vecchia per attraversare tutto il paese e i luoghi dove sono state allestite le luminarie. Coloro che precedono il simulacro, fanno ardere in suo onore dei fasci di fiore d'empelodesimo ("sciacculi"). Dietro l'immagine accorre in folla tutto il paese che, insieme al Clero e ai cantori, esterna la sua devozione in onore di questo grande Santo (San Giuseppe) miracoloso cantando: "Evviva lu patri / di la previdenza, / ca grazii dispensa / e miraculi ni fa".
I fuochi consistono in enormi cataste di legna che il popolo ammassa nei luoghi aperti o in qualunque slargo e che poi accende al passaggio del Santo. Queste fiammate si chiamano "luminarie". Quando questi mucchi di legna sono consumati, per devozione, la brace, dopo aver passato la notte a preparare grigliate di carciofi e salsiccia offerte ai presenti nei luoghi dove le luminarie sono state allestite, viene divisa fra la gente del quartiere.

### Gli altarini del mese di maggio
Per tutto il mese di maggio e ciò fino a pochi anni fa, era radicata nella popolazione gratterese la pia tradizione d'erigere gli altarini in onore della Madonna ("l'artariedda").
In ogni e via o cortile, ove sorgeva una finestra al pian terreno delle case, essa veniva addobbata di fiori e lumini, sia ad olio che a cera, e al centro veniva posta un'immagine della Madonna. Ed ogni sera, dopo cena, puntualmente, tutti quelli del vicinato vi si disponevano d'innanzi per recitare il Rosario, a conclusione del quale intonavano inni e lodi in onore della Vergine.
Era un modo per esternare la devozione verso la Madre di Cristo e, anche se erano i ragazzi e le ragazze a recarsi nei campi a raccogliere i fiori con cui addobbare gli altarini, al Rosario partecipavano anche le persone anziane che s'intrattenevano fino a tarda sera per venerare la Vergine, che, come ha scritto uno studioso d'esegetica mariana, trova "nella Sicilia la terra classica della devozione".

### I "virgineddi"
Chi aveva ricevuto una grazia o ne aveva implorato qualcuna, faceva la promessa a San Giuseppe d'offrire i  "virgineddi" in suo onore. A seconda della disponibilità finanziaria, il numero di esse variava da sette a tredici. In un giorno prestabilito, ma immancabilmente di mercoledì, (giorno questo dedicato al Santo) venivano invitate a pranzo delle ragazze nubili o, in mancanza, delle vedove alle quali s'offriva un modesto banchetto. Il pranzo consisteva in pietanze frugali, quali la pasta fatta in casa ("tagliarini"), verdure, pane e frutta. Prima d'iniziare a mangiare si faceva una preghiera in comune a San Giuseppe per ringraziarlo. Per la cena ogni ospite riceveva le derrate alimentari per consumarle a casa.
La scrittrice A. Lanza, parlando dei "virgineddi" di Gratteri, scrive: "… Vengono cotti insieme legumi freschi e secchi, finocchi di montagna e altre verdure, pasta e riso. Seguono piatti di carne, buccellati e sfince di San Giuseppe, soffici bignè ripieni di ricotta".

### "U jiuovi di' mastri"
Fino a qualche secolo fa, nel vicino ed intricato bosco di San Giorgio viveva ancora qualche branco di lupi. È ancora vivo nella popolazione anziana il ricordo di essi che di frequente azzannavano pecore e che perciò erano oggetto di caccia, secondo quanto afferma A. Lanza (“La casa sulla montagna” Domodossola 1941).
Per costringere i lupi ad uscire allo scoperto, i cacciatori, nel corso delle loro battute, solevano mandare avanti degli uomini muniti di grossi tamburi, i quali, percossi a ritmo continuo, disorientavano e spaventavano le prede.
Il modo di suonare questi tamburi si chiamava appunto "a tuccata di lupi". Anche con la scomparsa di questi animali, sia a causa dell'assidua caccia, sia per gli incendi che distrussero progressivamente quel bosco, queste specie di suonata sussiste ancora. Viene solitamente suonata il giovedì successivo al Corpus Domini, ultimo giorno dell'Ottava che è festeggiato dai maestri di mestiere ed è chiamato appunto “U jiuovi di' mastri” (il giovedì dei mastri di mestiere).
Infatti in quel giorno, mattina e mezzogiorno, una decina di giovani esperti nel suono del tamburo, girano per le vie principali del paese e, con una ben ritmata percussione, apportano fra gli abitanti una nota di gaia spensieratezza, che rompe il grigiore e la monotonia che ivi permanentemente regna. Così chi non si ricorda di questa “tammurinata”, quella mattina si sente dire che è appunto "a tuccata di lupi du jiovi di' mastri".

### "U Triunfu"
Questa cerimonia risale al periodo in cui fu parroco di Gratteri don Angelo Di Maio e cioè fino al 1945. Negli otto giovedì precedenti il Corpus Domini, nella Chiesa Madre di Gratteri, si svolgeva una pia e suggestiva funzione religiosa in onore dell'Eucaristia. Suggestiva in quanto, col tempio gremito, mentre sul tronetto dell'altare maggiore, addobbato di ceri e fiori, era esposto l'ostensorio con il Santissimo, il sacerdote Di Maio, dotato di voce tenorile, saliva sul pulpito, recitando con una mimica indescrivibile una serie di strofe in dialetto in rima baciata in onore del Cristo Eucaristia. Era una storia, avente per oggetto l'Antico e il Nuovo Testamento: dal peccato originale all'Ultima Cena che culmina nel trionfo di Cristo risorto. Con la morte del sacerdote, questa funzione venne abolita.

### L'obitu maggiori
Con quest'appellativo si soleva indicare il funerale di lusso, destinato solamente alle persone agiate, i cosiddetti galantuomini. Per chiarire la definizione di cui sopra, bisogna dire che l'"Obitu" è un lascito di Messe e Uffici per defunti, ma in questo caso si fa riferimento ai funerali praticati per le diverse categorie sociali.
L'Obitu era di tre specie: maggiore per i nobili e il ceto medio; di quaranta tarì e "nicu"; mentre i meno abbienti avevano diritto solo a pochi rintocchi di campana.
Da premettere che, mentre il funerale di prima classe si celebrava esclusivamente nella chiesa di San Sebastiano (Parrocchia), presente sempre la salma del defunto, gli altri si svolgevano nelle chiese rionali dov'era più vicina l'abitazione del deceduto.
Alle sette mattutine suonava dal campanile maggiore "a finitura", il particolare suono di una campana che annunziava la morte di una persona e dal numero di rintocchi si sapeva se il deceduto era uomo, donna, bambino o sacerdote. Terminata la "finitura", iniziava lo scampanio a morto a cui s'univano le campane delle altre chiese. La salma veniva esposta sopra un sontuoso catafalco eretto nel centro della chiesa, circondato da centinaia di ceri e ghirlande di fiori. Nel corso della celebrazione della Messa, mentre il Clero cantava l'Ufficio dei morti, ai due lati del catafalco si collocavano dodici ragazzi, sei per lato, i quali, muniti di piatti in porcellana pieni di carbonella accesa, vi buttavano dentro dell'incenso, producendo un fumo che, commisto a quello delle candele, faceva diventare l'aria spesso irrespirabile. Al termine delle cerimonie religiose iniziava l'accompagnamento funebre, nel gergo paesano "a cunnutta".
Accanto al feretro e dietro al Clero si ponevano i fanciulli con i piatti i quali continuavano a bruciare incenso fino al cimitero. Colà, poi veniva distribuita della cera agli intervenuti, mentre ai poveri e ai ragazzi veniva distribuito del denaro, consistente in monetine da un centesimo, un grano, un soldo e due soldi.
Nel 1945, con l'insediamento del nuovo parroco, don Calogero Genduso, questa disparità d'onoranze ai defunti fu abolita istituendo per tutti indistintamente un funerale unico. Dell'antico è rimasta una sola usanza: qualunque sia la condizione del defunto, povero o ricco, tutta quanta la popolazione gratterese si reca ad accompagnare il feretro al cimitero, porgendo le condoglianze ai parenti.

### Cucchia Fest
Manifestazione nata nel 2010 dall'idea di alcuni giovani gratteresi. La manifestazione culinaria nasce con l'intento di promuovere il tipico dolce da forno (la "taralla" o savoiarda morbida), sposato al buon gelato artigianale. La "cucchia" non è altro che una coppia di savoiarde che a mo' di brioche racchiudono al loro interno il gelato. La parola "cucchia" deriva infatti da "incucchiare" che in italiano è sinonimo di unire. La "taralla", composta da ingredienti di facile reperibilità (farina, uova, zucchero e lievito), essendo un dolce di facile realizzazione veniva preparata sin dai tempi antichi dalle donne di Gratteri negli antichi forni di casa ogni qualvolta si faceva il pane.
Intorno agli anni trenta la "taralla" venne proposta anche nei bar di Gratteri assieme al gelato.
Il gusto deciso della "taralla" unito quindi al sapore fresco e genuino del gelato artigianale rendono questo prodotto unico nel suo genere.
Oltre alle "taralle" durante la manifestazione si svolgono concertini, balli e varie attività che coinvolgono tutti.

### Curiosità
- Al paese è dedicato un cratere di 7 km di diametro sul pianeta Marte.[7]
- Nel quartiere di San Giacomo è presente una colonia felina, di cui si prendono cura numerosi abitanti della zona.

## Clima
| Gratteri            | Mesi | Mesi | Mesi | Mesi | Mesi | Mesi | Mesi | Mesi | Mesi | Mesi | Mesi | Mesi | Stagioni | Stagioni | Stagioni | Stagioni | Anno |
| Gratteri            | Gen  | Feb  | Mar  | Apr  | Mag  | Giu  | Lug  | Ago  | Set  | Ott  | Nov  | Dic  | Inv      | Pri      | Est      | Aut      | Anno |
| ------------------- | ---- | ---- | ---- | ---- | ---- | ---- | ---- | ---- | ---- | ---- | ---- | ---- | -------- | -------- | -------- | -------- | ---- |
| T. max. media (°C)  | 9,3  | 9,8  | 11,4 | 14,3 | 19,4 | 24,0 | 27,1 | 27,3 | 23,7 | 18,5 | 14,3 | 10,7 | 9,9      | 15,0     | 26,1     | 18,8     | 17,5 |
| T. min. media (°C)  | 4,7  | 4,5  | 5,7  | 7,9  | 11,7 | 15,8 | 18,6 | 19,1 | 16,5 | 12,7 | 9,1  | 6,3  | 5,2      | 8,4      | 17,8     | 12,8     | 11,0 |
| Precipitazioni (mm) | 67   | 54   | 48   | 40   | 25   | 9    | 9    | 16   | 39   | 75   | 70   | 70   | 191      | 113      | 34       | 184      | 522  |

## Società

### Evoluzione demografica
Abitanti censiti

## Amministrazione
Di seguito è presentata una tabella relativa alle amministrazioni che si sono succedute in questo comune.
| Periodo          | Periodo          | Primo cittadino     | Partito              | Carica  | Note   |
| ---------------- | ---------------- | ------------------- | -------------------- | ------- | ------ |
| 29 giugno 1989   | 2 dicembre 1993  | Giuseppe Muffoletto | Democrazia Cristiana | Sindaco | [ 10 ] |
| 22 novembre 1994 | 30 novembre 1998 | Angelo Aliquò       | lista civica         | Sindaco | [ 10 ] |
| 30 novembre 1998 | 27 maggio 2003   | Angelo Aliquò       | lista civica         | Sindaco | [ 10 ] |
| 27 maggio 2003   | 17 giugno 2008   | Giuseppe Muffoletto | lista civica         | Sindaco | [ 10 ] |
| 17 giugno 2008   | 11 giugno 2013   | Giuseppe Muffoletto | lista civica         | Sindaco | [ 10 ] |
| 11 giugno 2013   | 10 giugno 2018   | Giacomo Ilardo      | lista civica         | Sindaco | [ 10 ] |
| 10 giugno 2018   | in carica        | Giuseppe Muffoletto | lista civica         | Sindaco | [ 10 ] |

## Infrastrutture e trasporti
Il Comune è interessato dalle seguenti direttrici stradali:
Il Comune è servito dalla stazione di Lascari, da cui dista 10 km, una fermata ferroviaria posta lungo la Palermo-Messina, servita da treni regionali svolti da Trenitalia nell'ambito del contratto di servizio stipulato con la Regione Siciliana.
In passato Gratteri era servita dalla stazione di Lascari-Gratteri, disattivata il 18 dicembre 2016.